# Едвін Лаченс
Сер Едвін Ландір Лаченс (англ. Sir Edwin Landseer Lutyens, OM, KCIE, Kt, PRA, FRIBA, 29 березня 1869 — 1 січня 1944) — британський архітектор, видатний представник британського неокласицизму, президент Королівської академії мистецтв з 1938 року до своєї смерті.
Лаченс здобув популярність ще в 1890-ті роки, коли під впливом ідей руху arts and crafts в співдружності з садівницею Гертрудою Джекілл створив сучасний тип комфортної приміської садиби. Серед різних форм історизму особливо виділяв стиль приватних особняків тюдорівськой епохи. У замку Дрого (1910) дав сучасне трактування образу середньовічного замку.
Після Першої світової війни Лаченс фактично став офіційним архітектором британського уряду. Серед його замовлень цього часу видне місце займали військові меморіали і тріумфальні арки, найзнаменитіші з них, — Кенотаф у Вайтхолле (1919–1920) і Ворота Індії в Делі (1921–1931). У 1927–1928 роках він спроектував британське посольство в США, запропонував модель католицького собору в Ліверпулі.
Починаючи з 1912 року основним проектом Лачинса було планування нової індійської столиці — Нью-Делі. Проект Лачинса знаходився в руслі традиції британського містобудування, а прагненням архітектора було перетворити столицю Британської Індії на «місто-сад». Будівництво грандіозної резиденції віце-короля Індії (нині — президента Індії) стало вінцем кар'єри Лаченса, а збудований ним район і зараз має назву Лаченсівського Делі.

## Галерея

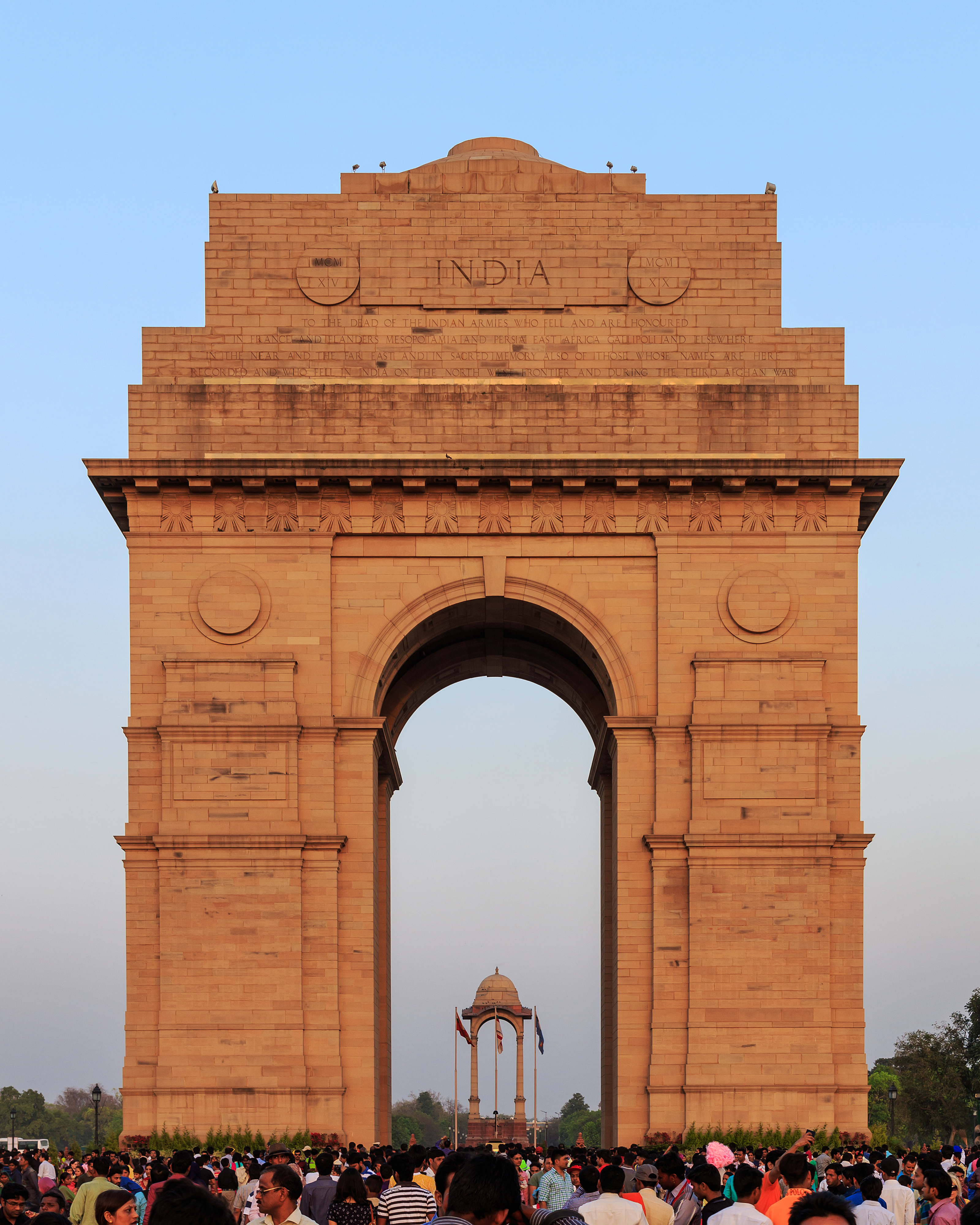
Брама Індії (Делі)
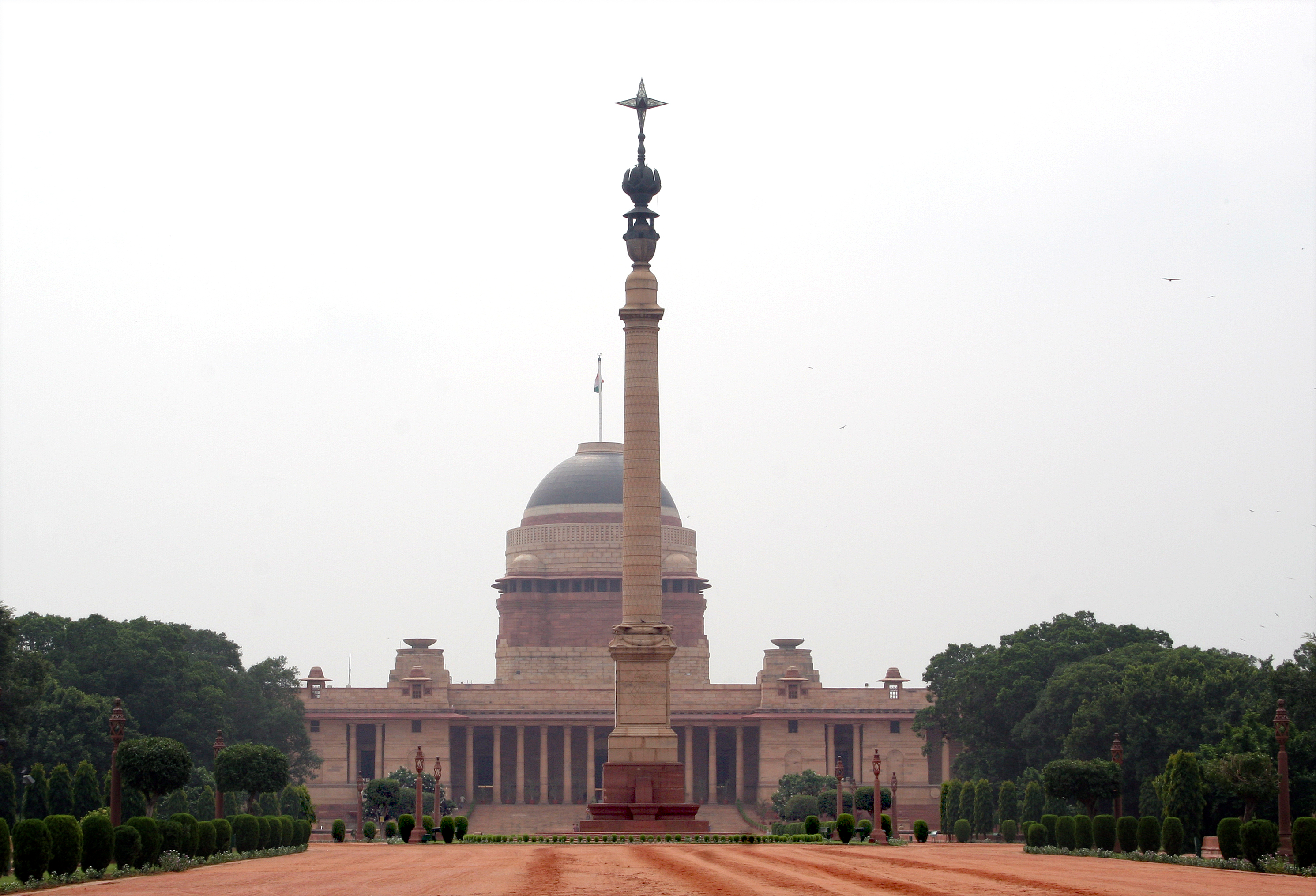
Раштрапаті-Бхаван
Кенотаф (Вайтхол)
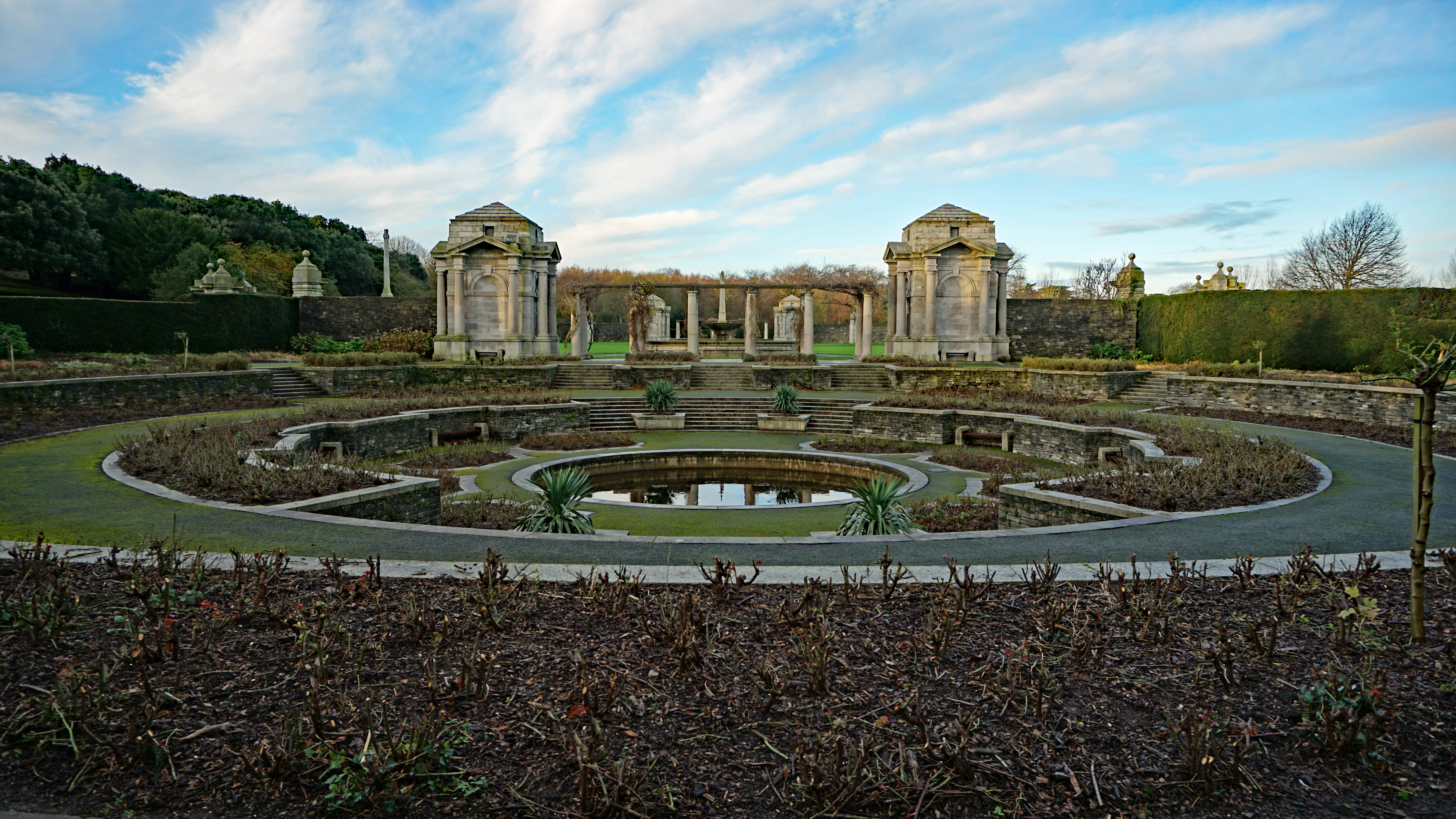
Ірландський національний військовий меморіальний сад. Дублін (1932—1940)
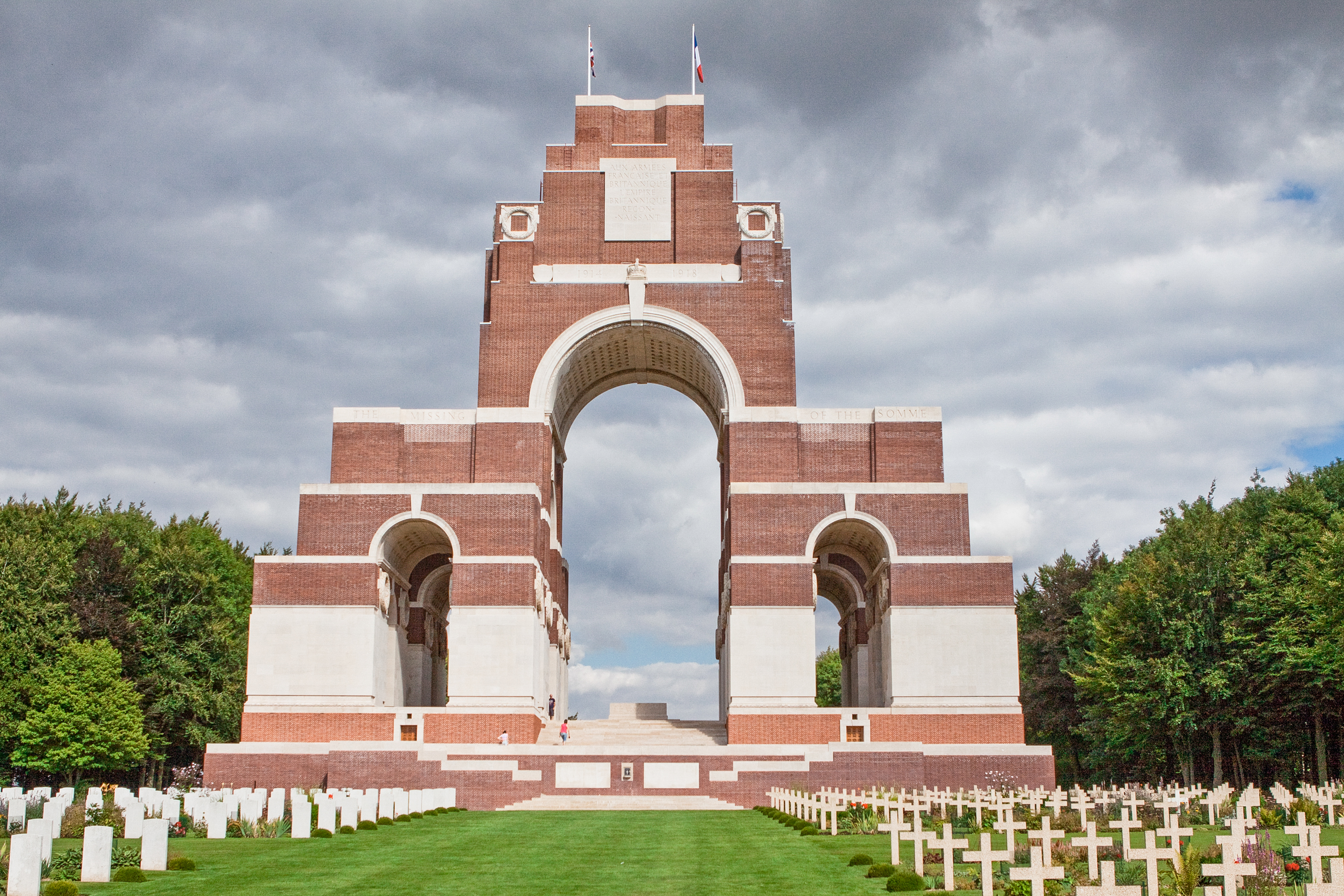
Меморіал Тьєпвал зниклим безвісти на Соммі, Франція (1928–1932)
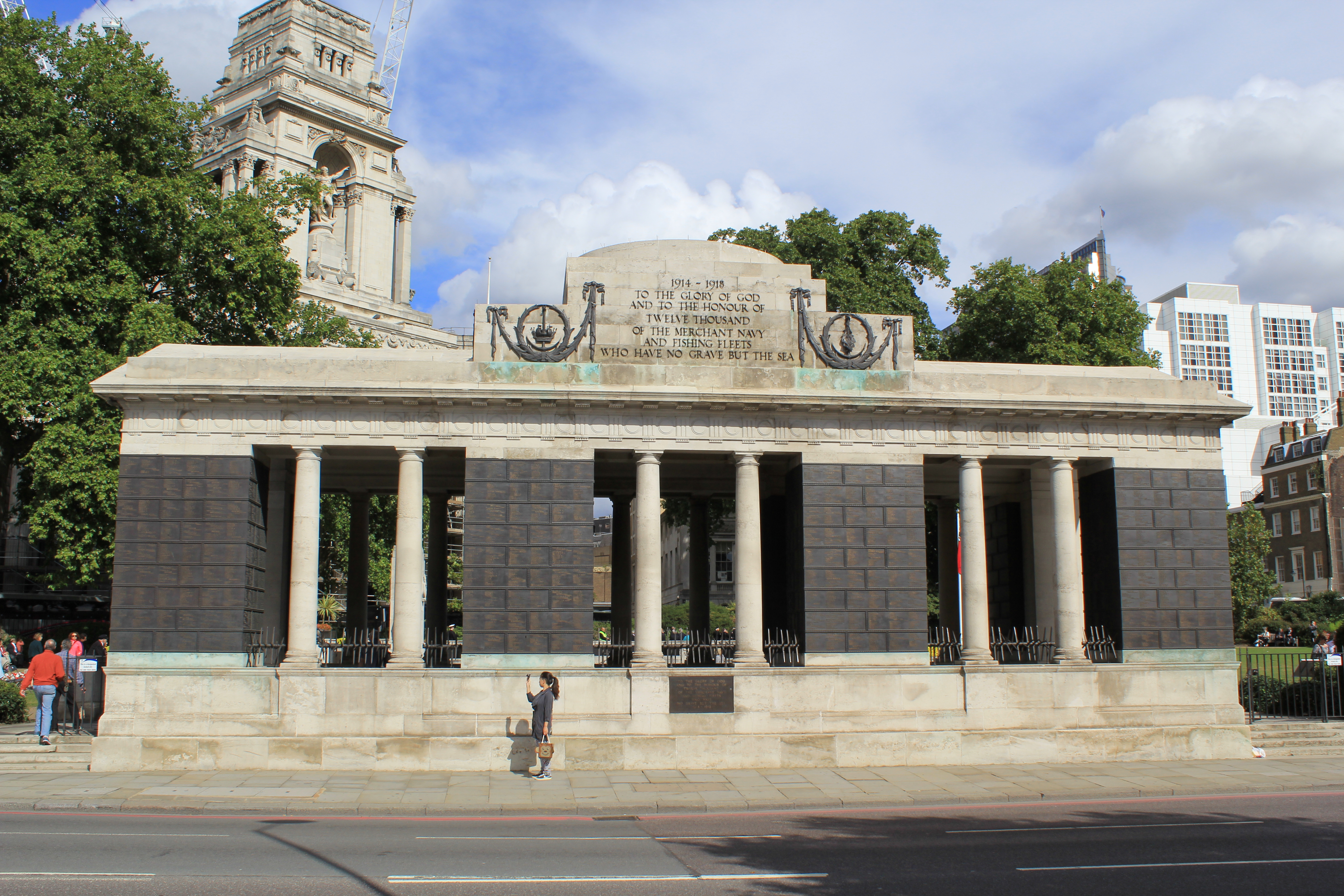
Меморіал Тауер Хілл, Лондон (1928)